# Académie des beaux-arts de Prague
Pour les articles homonymes, voir Académie des beaux-arts.
L'Académie des beaux-arts de Prague (en tchèque : Akademie výtvarných umění v Praze) est la plus ancienne école des Beaux-Arts de Bohême : elle est créée le 10 septembre 1799 par un décret impérial.

## Historique
L'Académie est fondée à l'initiative de la « Société des Amis de l'Art Patriotique » par un décret impérial du 10 septembre 1799 de l'empereur autrichien François Ier. Les amateurs d'arts à l'origine de cette création souhaitent offrir un enseignement artistique de qualité aux étudiants tchèques de Bohême, de Moravie et de Silésie autrichienne, qui doivent jusqu'alors se rendre à Vienne ou à Munich.
L'enseignement commence l'année suivante et son premier directeur est le peintre et graveur allemand Josef Bergler (1753-1829). Son successeur en 1836 est le professeur et peintre tchèque František Tkadlík (en) (1786-1840). En 1896, l'Académie est réformée et nationalisée et, par décret de 1922, elle a été reconnue comme la première école d'art d'État.

## Quelques élèves prestigieux
- Josef Bolf, peintre.
- Pavel Brázda, peintre.
- Jan Dědina, peintre et dessinateur.
- Anton Ebert, peintre
- Bedřich Havránek, peintre.
- Jiří Hejna, peintre.
- Jivko, sculpteur.
- Antonín Mánes, peintre.
- Daniel Pitín, peintre.
- Rudolf Plaček, peintre et dessinateur.
- Karel Reisner, peintre.
- Kamila B. Richter, artiste contemporaine.
- Ludvík Strimpl, graphiste et diplomate.
- Miroslav Tichý, photographe.
- Tamara Moyzes, artiste.
- Aleš Veselý, sculpteur.
- Josef Matěj Navrátil, peintre.
- Karel Vítězslav Mašek, peintre et architecte.